# Pyrrosia novoguineae
Pyrrosia novoguineae är en stensöteväxtart som först beskrevs av Christ, och fick sitt nu gällande namn av M. Price. Pyrrosia novoguineae ingår i släktet Pyrrosia och familjen Polypodiaceae. Inga underarter finns listade.